# Trump World Tower
Trump World Tower
O Trump World Tower é um arranha-céu de 72 andares e 262 m (861 ft) de altura, localizado em Nova Iorque, Nova Iorque. O edifício começou a ser construído em 1999 e foi concluído em 2001.